# Walter Tresch
Walter Tresch (ur. 4 kwietnia 1948 w Bristen) – szwajcarski narciarz alpejski, wicemistrz świata.

## Kariera
Wystartował na igrzyskach olimpijskich w Sapporo w 1972 roku, gdzie zajął szóste miejsce w zjeździe, trzynaste w slalomie i czternaste miejsce w gigancie. W rozegranej tam tylko w ramach mistrzostw świata kombinacji wywalczył srebrny medal. Rozdzielił na podium Włocha Gustava Thöniego i Jima Huntera z Kanady. Był to jego jedyny medal wywalczony na międzynarodowej imprezie tej rangi. Podczas rozgrywanych dwa lata później mistrzostw świata w Sankt Moritz zajął piąte miejsce w slalomie i dziewiętnaste w gigancie. Brał także udział w igrzyskach olimpijskich w Innsbrucku w 1976 roku, zajmując czwarte miejsce w slalomie. Walkę o medal przegrał tam z Willim Frommeltem z Liechtensteinu. Na tej samej imprezie był też siódmy w zjeździe, a rywalizacji w gigancie nie ukończył.
W zawodach Pucharu Świata zadebiutował 6 stycznia 1969 roku w Adelboden, zajmując 35. miejsce w gigancie. Pierwsze punkty wywalczył 20 stycznia 1970 roku w Kranjskiej Gorze, gdzie zajął szóste miejsce w tej samej konkurencji. Na podium zawodów tego cyklu pierwszy raz stanął 16 stycznia 1971 roku w St. Moritz, wygrywając rywalizację w zjeździe. W kolejnych startach jeszcze trzynaście razy stawał na podium, odnosząc przy tym trzy zwycięstwa: 9 stycznia 1976 roku w Garmisch-Partenkirchen, 25 stycznia 1976 roku w Kitzbühel i 23 stycznia 1977 roku w Wengen był najlepszy w kombinacji. W sezonie 1975/1976 zajął piąte miejsce w klasyfikacji generalnej, a w klasyfikacji kombinacji był najlepszy.

## Osiągnięcia

### Igrzyska olimpijskie
| Miejsce | Dzień     | Rok  | Miejscowość | Konkurencja | Czas biegu | Strata | Zwycięzca                 |
| ------- | --------- | ---- | ----------- | ----------- | ---------- | ------ | ------------------------- |
| 6.      | 7 lutego  | 1972 | Sapporo     | Zjazd       | 1:51,43    | +1,76  | Bernhard Russi            |
| 14.     | 10 lutego | 1972 | Sapporo     | Gigant      | 3:09,62    | +5,13  | Gustav Thöni              |
| 13.     | 13 lutego | 1972 | Sapporo     | Slalom      | 1:49,27    | +4,24  | Francisco Fernández Ochoa |
| 7.      | 5 lutego  | 1976 | Innsbruck   | Zjazd       | 1:45,73    | +1,56  | Franz Klammer             |
| DNF2    | 10 lutego | 1976 | Innsbruck   | Gigant      | 3:26,97    | -      | Heini Hemmi               |
| 4.      | 14 lutego | 1976 | Innsbruck   | Slalom      | 2:03,29    | +1,97  | Piero Gros                |

### Mistrzostwa świata
| Miejsce | Dzień     | Rok  | Miejscowość  | Konkurencja | Czas biegu | Strata     | Zwycięzca                 |
| ------- | --------- | ---- | ------------ | ----------- | ---------- | ---------- | ------------------------- |
| 6.      | 7 lutego  | 1972 | Sapporo      | Zjazd       | 1:51,43    | +1,76      | Bernhard Russi            |
| 14.     | 10 lutego | 1972 | Sapporo      | Gigant      | 3:09,62    | +5,13      | Gustav Thöni              |
| 13.     | 13 lutego | 1972 | Sapporo      | Slalom      | 1:49,27    | +4,24      | Francisco Fernández Ochoa |
| 2.      | 13 lutego | 1972 | Sapporo      | Kombinacja  | 21,12 pkt  | +25,86 pkt | Gustav Thöni              |
| 19.     | 5 lutego  | 1974 | Sankt Moritz | Gigant      | 3:07,92    | +11,40     | Gustav Thöni              |
| 5.      | 10 lutego | 1974 | Sankt Moritz | Slalom      | 1:49,98    | +2,65      | Gustav Thöni              |
| 7.      | 5 lutego  | 1976 | Innsbruck    | Zjazd       | 1:45,73    | +1,56      | Franz Klammer             |
| DNF2    | 10 lutego | 1976 | Innsbruck    | Gigant      | 3:26,97    | -          | Heini Hemmi               |
| 4.      | 14 lutego | 1976 | Innsbruck    | Slalom      | 2:03,29    | +1,97      | Piero Gros                |

### Puchar Świata

#### Miejsca w klasyfikacji generalnej
- sezon 1969/1970: 34.
- sezon 1970/1971: 13.
- sezon 1971/1972: 13.
- sezon 1972/1973: 14.
- sezon 1973/1974: 20.
- sezon 1974/1975: 14.
- sezon 1975/1976: 5.
- sezon 1976/1977: 13.

#### Miejsca na podium w zawodach
1. Sankt Moritz – 16 stycznia 1971 (zjazd) – 1. miejsce
2. Megève – 29 stycznia 1971 (zjazd) – 3. miejsce
3. St. Moritz – 5 grudnia 1971 (zjazd) – 3. miejsce
4. Berchtesgaden – 10 stycznia 1972 (gigant) – 3. miejsce
5. Wengen – 14 stycznia 1973 (slalom) – 2. miejsce
6. Megève – 21 stycznia 1973 (slalom) – 3. miejsce
7. Wengen – 12 stycznia 1975 (kombinacja) – 3. miejsce
8. Val Gardena – 23 marca 1975 (slalom równoległy) – 3. miejsce
9. Garmisch-Partenkirchen – 9 stycznia 1976 (kombinacja) – 1. miejsce
10. Wengen – 11 stycznia 1976 (kombinacja) – 3. miejsce
11. Kitzbühel – 25 stycznia 1976 (kombinacja) – 1. miejsce
12. Laax – 3 stycznia 1977 (slalom) – 3. miejsce
13. Kitzbühel – 16 stycznia 1977 (kombinacja) – 3. miejsce
14. Wengen – 23 stycznia 1977 (kombinacja) – 1. miejsce